# John A. Williams
John Alfred Williams (Jackson, Mississipi, 5 de dezembro de 1925) é um escritor, jornalista e acadêmico estadunidense.
Williams, após servir na Marinha na Segunda Guerra Mundial, graduou-se em 1950 pela Universidade de Syracusa. Seus romances como  The Angry ones, (1960) e The Man Who Cried I Am, (1967), versam principalmente sobre a experiência de ser negro em uma América branca.
No início dos anos de 1980, Williams and o compositor e flautista Leslie Burrs, com a anuência de Mercer Ellington, começaram a colaborar com o acabamento de Queenie Pie, uma ópera de Duke Ellington, a qual não foi terminada por conta de seu falecimento. O projeto acabou fracassando de a ópera foi completada por outros compositores.
Em 1970, Williams recebeu a Medalha Centenária da Universidade de Syracusa por excelentes realizações e, em 1998, seu Safari West foi premiado com o American Book Award.  Ele é membro do National Institute of Arts and Letters.
Em 2003, Williams desempenhou um trabalho de spoken word em Transform, um álbum lançado pela banda Powerman 5000. Naquela época, seu filho Adam Williams era o guitarrista da banda.

## Obras seleccionadas

### Romances
- The Angry Ones (1960)
- Night Song (1961)
- Sissie (1963)
- Stoner (1965)
- The Man Who Cried I Am (1967)
- Sons of Darkness, Sons of Light (1969)
- Captain Blackman (1972),
- Mothersill and the Foxes (1975)
- The Junior Bachelor Society (1976)
- !Click Song (1982)
- The Berhama Account (1985)
- Jacob's Ladder, New York: Thunder's Mouth Press (1987)
- Clifford's Blues (1999)

### Não Ficção
- Africa: Her History, Lands and People (1963)
- This Is My Country Too (1965)
- The King God Didn't Save: Reflections on the Life and Death of Martin Luther King, Jr. (1970)
- The Most Native of Sons: A Biography of Richard Wright (1970)
- Flashbacks: A Twenty-Year Diary of Article Writing (1973)
- If I Stop I'll Die: The Comedy and Tragedy of Richard Pryor (1991)